# Belle (película de 2021)
Belle (竜とそばかすの姫 Ryū to sobakasu no hime?, lit. El dragón y la princesa pecosa) es una película de anime japonesa de 2021 escrita y dirigida por Mamoru Hosoda. Está basado e inspirado en el cuento de hadas francés de 1756 La Bella y la Bestia de Jeanne-Marie Leprince de Beaumont.
La película recibió su estreno mundial el 15 de julio de 2021, en el Festival de Cine de Cannes de 2021, donde fue bien recibida por la crítica con una ovación de pie que duró catorce minutos. Se estrenó en cines en Japón el 16 de julio de 2021 y GKids obtuvo la licencia de la película en América del Norte, con una fecha de estreno a nivel nacional el 14 de enero de 2022, y vistas previas en cines IMAX seleccionados el 12 de enero, mientras que Anime Limited estrenará la película en el Reino Unido el 4 de febrero de 2022.
Belle es la tercera película japonesa más taquillera de 2021, con 6.530 millones de yenes en taquilla al 12 de diciembre de 2021.

## Argumento
Suzu Naito es una estudiante de secundaria de diecisiete años que vive en la prefectura rural de Kōchi en Japón. Cuando era niña estaba muy unida a su madre, quien apoyó su amor por el canto y escribir canciones. Sin embargo, un día Suzu fue testigo de cómo su madre rescataba a una niña de un río desbordado a costa de su propia vida. La experiencia traumática por la que pasó Suzu también le afectó debido a las habladurías de la gente, quienes comentaban que eligió morir al meterse al agua. A raíz de esto, Suzu se siente resentida con su madre por "abandonarla" por la hija de un extraño y se volvió incapaz de volver cantar. Está alejada de la mayoría de sus compañeros de clase, con la excepción de su amigo de la infancia Shinobu Hisatake, de quien está enamorada, la chica popular Ruka Watanabe, su compañero de clase deportista Shinjiro Chikami (apodado Kamishin) y su mejor amiga Hiroka Betsuyaku (apodada Hiro). Bajo la sugerencia de Hiro, Suzu inicia sesión en el popular mundo virtual conocido como "U" y crea un avatar con pecas al que llama "Bell", siendo la traducción al inglés del significado de su propio nombre. Al iniciar sesión en U, Suzu demuestra ser capaz de cantar como solía hacer antes. Al principio, la apariencia de Bell es criticada debido a sus pecas, pero después de hacer varias apariciones mientras canta, pronto se convierte en un gran éxito. Siguiendo su popularidad, la gente comienza a referirse a ella como "Belle", que significa "bella" en francés.
Durante uno de los conciertos de Belle, un avatar simplemente llamado "El Dragón" por su aspecto homónimo, hace su aparición y arruina el concierto durante una pelea. Esto lleva a un grupo llamado Los Justos liderado por el farisaico Justin a atacar al Dragón acusándolo de arruinar la paz de U. Suzu se siente intrigada por el Dragón y comienza a recopilar información sobre él, descubriendo que es popular entre los niños, quienes lo consideran su héroe. Suzu ingresa a U como Belle para buscar al Dragón mientras evade a Justin. Un ángel avatar la lleva al castillo del Dragón y finalmente se encuentra con el Dragón. A pesar de su comienzo difícil, Belle se acerca más a él. Mientras tanto, en el mundo real, Ruka le confía a Suzu que está enamorada de alguien. Ya que tanto Ruka como Shinobu son los estudiantes más populares en la escuela, Suzu cree erróneamente que Shinobu es el que le gusta a Ruka, hasta que Ruka aclara más tarde que el que le gusta es Kamishin. Con la ayuda de Suzu, Ruka y Kamishin pueden admitir sus sentimientos el uno por el otro.
De vuelta en U, debido a que Belle es cercana al Dragón Justin la interroga bajo amenaza de revelar su identidad al mundo entero si se niega a cooperar. Los guardianes del castillo del Dragón rescatan a Belle en el último segundo antes de huir esta una vez más. Desafortunadamente, Justin y su grupo localizan el castillo del Dragón gracias a un pétalo digital que se le cayó a Belle y lo destruyen, pero aun así no logran capturar a su dueño. Suzu y Hiro inmediatamente intentan descubrir la verdadera identidad del Dragón antes que Justin, descubriendo así Suzu que se trata de un muchacho llamado Kei, después de escuchar a su hermano menor, Tomo, cantar la canción que solo ella y el avatar del Ángel deberían conocer. En la retransmisión en vivo se revela que Kei y su hermano están siendo abusados por su padre, por lo que Suzu contacta a Kei para ayudarle, pero este no cree que ella sea quien dice ser. Para ganarse la confianza de Kei, Shinobu insta a Suzu a cantar como ella misma en U, por lo que Suzu se revela al mundo entero en U y comienza a cantar obteniendo el apoyo de todos los que escuchan. Al ver a Belle como Suzu, Kei decide confiar en ella e intenta contactarla nuevamente. Por desgracia, el padre de Kei ve el video grabado de su abuso publicado en internet e inmediatamente corta la videollamada antes de que Kei pueda decirle su dirección a Suzu.
De la grabación de la habitación, Kamishin reconoce los edificios cerca de la ciudad natal de Kei en Kawasaki, Kanagawa, cerca de Tokio. Dado que las autoridades no pueden actuar hasta que hayan pasado 48 horas, Suzu rápidamente se apresura a ir sola a la ciudad para encontrar a Kei, arreglando las cosas con su padre antes de partir. Al llegar a la ciudad natal de Kei, los encuentra y protege de su padre, quien por todos los medios trata de separarlos de ella. Una vez que se resuelve la situación, Suzu y Kei se agradecen mutuamente por darse valor. Al día siguiente, Suzu regresa a casa y su padre la recibe en la estación. Shinobu elogia a Suzu por su valentía y decide dejar de ser su guardián, sintiendo que pueden progresar a otro tipo de relación y ser como iguales. Al comprender por fin las acciones de su madre, Suzu acepta su muerte y está lista para cantar con sus amigos.

## Reparto
| Personaje                           | Actor de voz original Japón |
| ----------------------------------- | --------------------------- |
| Suzu Naito / Belle                  | Kaho Nakamura               |
| El Dragón / Kei                     | Takeru Satō                 |
| Padre de Suzu                       | Kōji Yakusho                |
| Hiroka "Hiro-chan" Betsuyaku / Eroh | Rira Ikuta                  |
| Shinobu "Shinobu-kun" Hisatake      | Ryō Narita                  |
| Shinjiro "Kamishin" Chikami         | Shōta Sometani              |
| Ruka "Ruka-chan" Watanabe           | Tina Tamashiro              |
| Justian                             | Toshiyuki Morikawa          |
| Okumoto                             | Fuyumi Sakamoto             |
| Jelinek                             | Kenjirō Tsuda               |
| Swan                                | Mami Koyama                 |
| Muitarō Hitokawa / Tokoraemaru      | Mamoru Miyano               |
| Kita                                | Michiko Shimizu             |
| Yoshitani                           | Ryoko Moriyama              |
| Hatanaka                            | Sachiyo Nakao               |
| Kei                                 | Takeru Sato                 |
| Tomo                                | HANA                        |
| Nakai                               | Yoshimi Iwasaki             |
| Madre de Suzu                       | Sumi Shimamoto              |
| Padre de Kei                        | Ken Ishiguro                |

## Producción
Mientras Studio Chizu trabajaba en el proyecto, contó con la ayuda del veterano animador y diseñador de personajes de Disney, Jin Kim y Michael Camacho en el diseño de Belle y el estudio Cartoon Saloon para el trabajo de fondo del mundo de U.
Hosoda inicialmente tenía la intención de que Belle fuera un musical, pero consideró que la idea era difícil debido a que Japón no tenía una cultura de hacer musicales. Sin embargo, todavía quería que la música fuera el centro de la película, por lo que buscó un protagonista que supiera cantar. Dijo que prefería que la misma persona hablara y cantara para hacerlo convincente, y buscó un cantante que pudiera expresar sus sentimientos a través de canciones y conmover a las personas, incluso si no entienden japonés. Luego encontró a Kaho Nakamura, a quien consideraba relativamente desconocido, pero una elección perfecta para el papel. Hosoda declaró que Nakamura también estaba involucrada en escribir letras, por lo que podía sentir las letras que estaba cantando.

### Estreno
Mamoru Hosoda anunció el 12 de diciembre de 2020 que está trabajando en la película de anime original lo cual su última película que está trabajando con Studio Chizu y también su tercera película titulada BELLE (竜とそばかすの姫?) el cual está programado para estrenarse en cines de Japón en verano de 2021. BELLE se estrenó el 16 de julio de 2021 por Tōhō Company, Ltd..

## Recepción

### Taquilla
En el fin de semana de estreno de la película en los Estados Unidos, ganó $ 1,64 millones en 1326 salas de cine y un total de $ 2 millones durante los cuatro días del marco festivo del Día de Martin Luther King. En Argentina debutó en el octavo puesto de la taquilla en su primer fin de semana, con 4.875 entradas vendidas en 96 pantallas.

### Crítica
En Rotten Tomatoes, el 95% de las 80 reseñas son positivas, con una calificación promedio de 7.8/10. El consenso crítico del sitio web dice: "Una historia notable que cobra vida con una animación deslumbrante, Belle encuentra al escritor y director Mamoru Hosoda estableciendo un nuevo punto de referencia brillante". En Metacritic, que utiliza un promedio ponderado, asignó a la película una puntuación de 84 sobre 100 basada en 25 críticos, lo que indica "aclamación universal". El público estadounidense encuestado por PostTrak le dio a la película una puntuación positiva del 86%, y el 63% dijo que definitivamente la recomendaría.
Joe Morgenstern escribió para The Wall Street Journal que "hay demasiada trama para que la película la maneje, pero su corazón y su suntuoso arte están tan firmemente en el lugar correcto que su atractivo es dulce y claro." Manohla Dargis de The New York Times elogió la calidad visual, el desarrollo del personaje, la construcción del mundo y calificó la película de "indefectiblemente conmovedora". Justin Chang del Los Angeles Times elogió las imágenes y la historia y escribió: "Es una historia tan antigua como el tiempo y tan novedosa como TikTok, en la que el mundo virtual, aunque lleno de fantasía y artificial, puede sacar a la superficie verdades sorprendentes".

### Reconocimientos
La película ha recibido cinco nominaciones a los premios Annie, incluida una a la Mejor Película de Animación Independiente. Su total lo convierte en la mayor cantidad de nominaciones para una película de anime japonesa en los premios, superando las películas anteriores El viaje de Chihiro, Sennen Joyū (ambas de 2001) y El tiempo contigo (2019) con cuatro.